# 遠生金屬製品
遠生金屬製品(1988)有限公司，於1947年成立，曾經是香港交易所上市公司。除牌當時為0298.HK，主要業務生產銹鋼手錶帶及手錶扣等產品。
當時在1973年2月23日上市，在到了1988年5月17日開始拓展地產行業，更名為遠生企業有限公司，但到了1992年，被莊士機構收購股權，轉移中國房地產，變成莊士中國至今。
另外，現在成為莊士機構旗下公司，至此業務變得更為清晰。

## 外部參考
- yuensang.com.hk
- 莊士中國投資資料